# The Crew 2
The Crew 2 est un jeu vidéo de course arcade développé par Ivory Tower avec l'aide du studio français Asobo Studio et édité par Ubisoft. Le jeu a été dévoilé lors de l'E3 2017 grâce à une vidéo mettant en avant les nouveautés par rapport au jeu précédent. Le jeu sort le 29 juin 2018 sur PlayStation 4, Xbox One et PC. Une version Google Stadia est également publiée le 25 mars 2020. Il s'agit du deuxième jeu de la série The Crew et a pour suite The Crew Motorfest.

## Système de jeu
Le jeu est basé sur un système de levelling à la façon des jeux en ligne massivement multijoueur qui permettra de débloquer divers accessoires pour les véhicules qui pourront parcourir l'ensemble des États-Unis dans une carte revisitée et différente de celle de The Crew afin qu'elle soit mieux adaptée aux nouveaux véhicules du jeu.
La principale nouveauté de The Crew 2 est l'accès à des véhicules très variés et pas uniquement des voitures. Le joueur peut ainsi conduire des bateaux de course, des avions de voltige et des motos, par exemple. Le jeu propose divers défis pour chaque type de véhicule.

## Développement
Les développeurs se sont basés sur les commentaires négatifs du gameplay de The Crew afin que la suite du jeu offre une meilleure expérience au joueur en ce qui concerne l'exploration et les missions. Pour cela, Ubisoft a refondu le système de progression du jeu et a décidé de ne pas trop se concentrer sur le récit. De plus, le contenu Wild Run leur a permis aussi d'effectuer des ajustements sur les courses offroad. Ils ont également modifié le moteur du jeu afin de bénéficier d'un rendu graphique plus réaliste et plus soigné, mais surtout d'améliorer la distance d'affichage, qui doit être plus grande due à la possibilité de piloter des avions.
Selon le producteur Stephane Jankowski, de nouveaux types de véhicules permettent aux joueurs d'explorer le monde ouvert avec de nouvelles perspectives.
Lors de l'E3, Ubisoft a également ouvert l'inscription à une phase bêta de The Crew 2 aux joueurs, Du 31 mai au 3 juin 2018. Selon Yves Guillemot, le PDG d'Ubisoft, le jeu a un avenir prometteur au vu du nombre d'inscrits à la phase bêta. De plus, les joueurs du premier The Crew seront récompensés de leur fidélité par les développeurs, en recevant une Ferrari 458, ainsi que 18 autres véhicules qu'ils débloqueront en fonction des succès effectués dans le premier opus.

### Annonce
Le jeu a été dévoilé lors de l'annonce des résultats financiers d'Ubisoft pour l'année fiscale 2016/2017 et des plans de l'entreprise pour l'année fiscale suivante, tout comme Assassin's Creed Origins et Far Cry 5. Mais il n'a été montré au public que lors de la conférence Ubisoft de l'E3 2017, avec une vidéo de présentation et de gameplay autour des nouveaux véhicules jouables.

## Accueil
The Crew 2 s'en sort avec des avis plutôt bons du côté de la presse. Ils sont meilleurs que ceux de l'opus précédent.
C'est principalement la variété d'activités et de véhicules qui marque les avis sur cet opus. La simplicité d'accès, l'open world assez grand pour sentir une certaine liberté sont des qualités reconnues. Principal défaut relevé par les joueurs : la conduite des voitures. Les joueurs ayant connu grâce aux autres jeux de course (Forza, Gran Turismo, Project CARS, Assetto Corsa et bien d'autres...) une expérience bien plus proche de la réalité que celle de The Crew 2. C'est à la fois un reproche mais aussi un avantage[réf. souhaitée]. 
Il est néanmoins important de rappeler que The Crew 2 propose des réglages avancés pour la configuration de la manette (Linéarité, Blocage, Zone morte, etc), des véhicules : pour une classe en particulier (ABS, ESP et aide au glissement, etc) et même de chaque véhicule en particulier, débloqué au fur et à mesure de la progression[réf. souhaitée].